# Shawarma

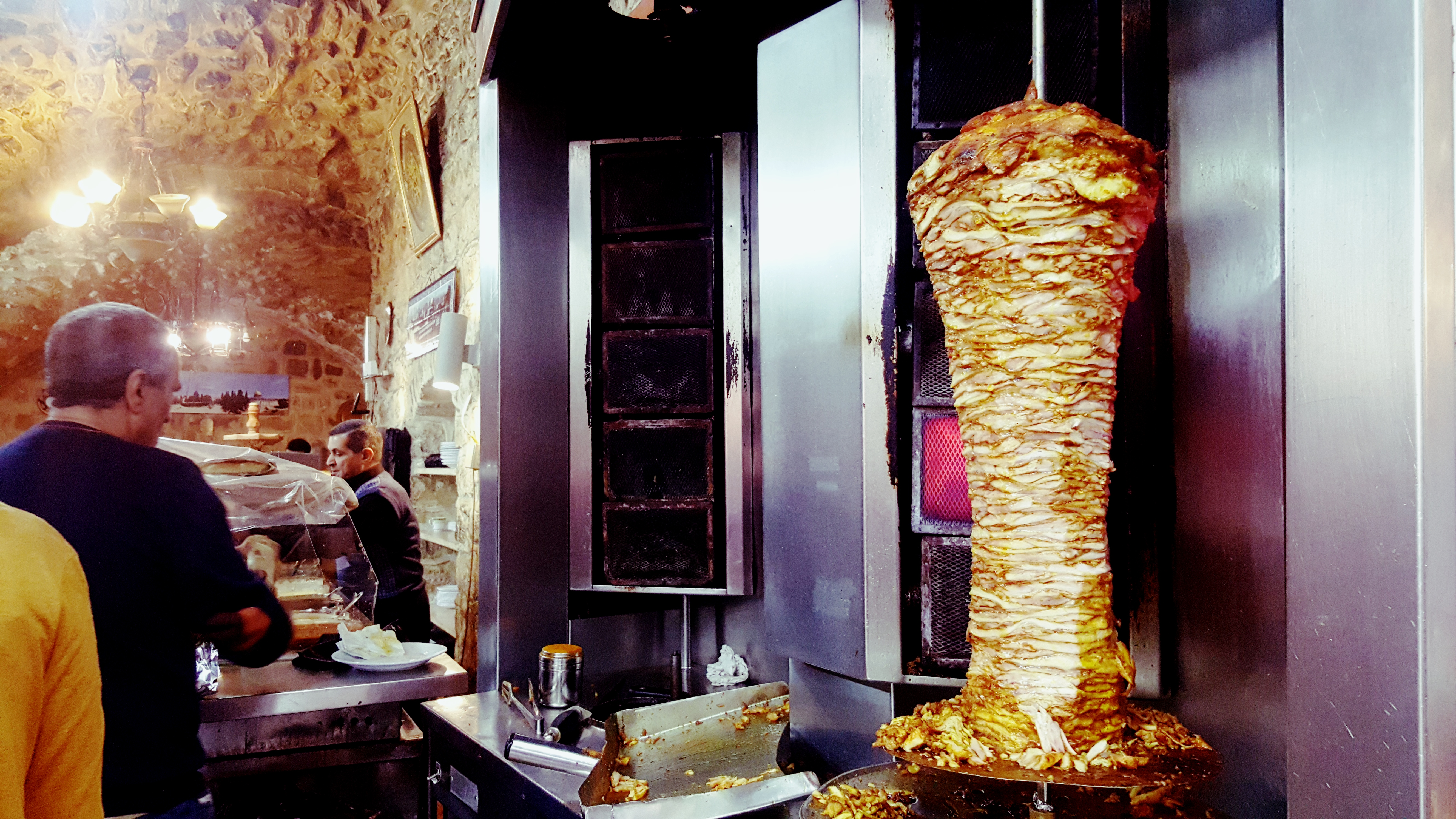
Shawarma en el mercado de Ciudad vieja de Jerusalén.

El  shawarma (en árabe: شاورما‎, AFI: /ʃəˈwɑːrmə/; del turco otomano: چویرمه, çevirme, «rodado, girado sobre un asador») es un plato de la gastronomía de Medio Oriente que se prepara cortando finas rebanadas de carne, apiladas en forma de cono y asadas en un asador vertical. Originalmente se prepara con carne de cordero, pero hoy también se prepara con pollo, pavo, res o ternera. El shawarma es una comida callejera muy popular en el mundo, especialmente en los países del Levante, Egipto, la península arábiga y otros.

## Etimología
Shawarma es una representación árabe del turco çevirme 'que gira', que hace referencia a la rosticería.

## Historia
Aunque el asado de carne en asadores horizontales tiene una historia antigua, la técnica de asar una pila vertical de rebanadas de carne y cortarla mientras se cocina apareció por primera vez en el Imperio otomano del siglo XIX, en lo que ahora es Turquía, en forma de parrillas verticales que giran, similares a los giróscopos. El shawarma se asocia con el desarrollo en siglo XX del plato mexicano contemporáneo de tacos al pastor, que fue llevado allí por inmigrantes libaneses.

## Preparación
Un asador motorizado gira lentamente la pila de carne frente a un elemento calefactor, asando continuamente la capa exterior. Se prepara con finos cortes de cordero marinado y sazonado. Usualmente la carne se marina durante un día en una variedad de condimentos y especias, como pimienta de Jamaica, hojas de laurel, canela, lima seca, vinagre y cardamomo. Las rodajas de esta carne se apilan en un pincho de unos 60 cm de altura. Se puede agregar grasa de cordero para proporcionar grasa extra para jugosidad y sabor. Comúnmente se sirve como un sándwich o enrollado en pan de pita. A menudo se adorna con tomates picados, pepinos y cebollas, vegetales en escabeche y salsa de tahini o mango. 
Algunos restaurantes pueden ofrecer ingredientes adicionales como pimientos asados, berenjenas o patatas fritas.